# Бианка (спутник)
Бианка (англ. Bianca) — спутник планеты Уран. Была открыта 23 января 1986 года по снимкам, сделанным аппаратом «Вояджер-2», и получила временное обозначение S/1986 U 9. Названа по имени персонажа из пьесы Шекспира «Укрощение строптивой». Также обозначается как Уран VIII.
Бианка принадлежит к группе Порции, которая также включает в себя Крессиду, Дездемону, Джульетту, Порцию, Розалинду, Купидона, Белинду и Пердиту. У этих спутников схожие орбиты и фотометрические свойства.
За исключением орбиты, радиуса в 27 км и геометрического альбедо 0,08, о Бианке практически ничего не известно.
На снимках, переданных «Вояджером-2», Бианка выглядит как продолговатый объект, направленный своей главной осью на Уран. Соотношение её поперечного размера к продольному составляет 0,7 ± 0,2. Поверхность имеет серый цвет.